# Babette Pfefferlein

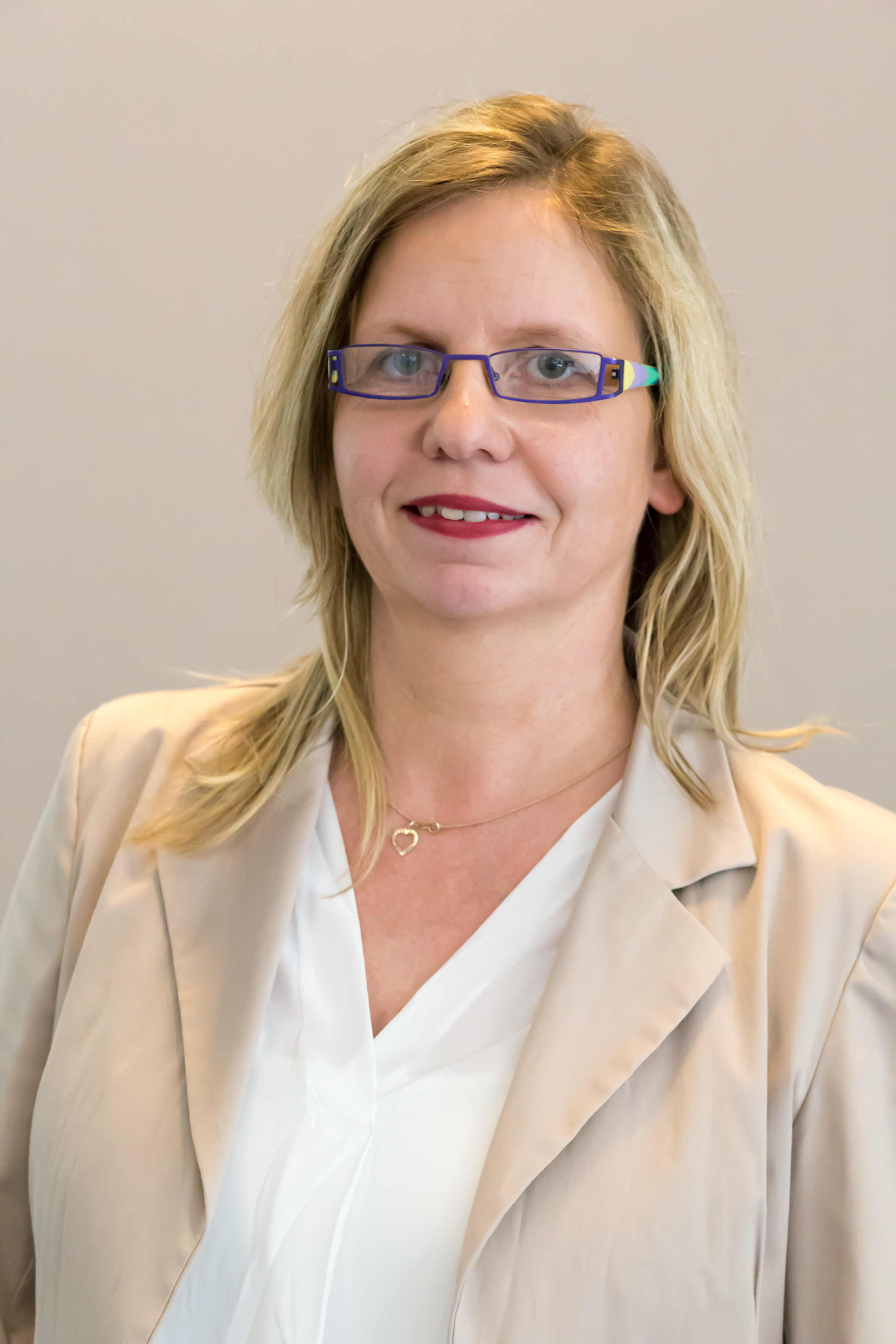
Babette Pfefferlein 2016

Babette Pfefferlein (* 21. August 1973 in Sondershausen; ehemals auch Babett Pfefferlein) ist eine deutsche Politikerin (Bündnis 90/Die Grünen) und war von 2015 bis 2019 und wieder von 2020 bis 2024 Abgeordnete im Thüringer Landtag. 

## Leben
Babette Pfefferlein absolvierte nach dem Besuch der Polytechnischen Oberschule in Sondershausen eine Ausbildung als Raumausstatterin und war anschließend in ihrem Beruf tätig. Nach einer Fachschulausbildung in Hochbautechnik arbeitete sie zunächst als selbständige Raumausstatter-Meisterin. Seit 2008 war Babette Pfefferlein als Projektkoordinatorin in zahlreichen Programmen der Kinder- und Jugendarbeit tätig. Ein weiterer Schwerpunkt ihrer beruflichen Tätigkeit lag in der Vermittlung von Menschen mit multiplen Vermittlungshemmnissen in den ersten Arbeitsmarkt.
Außerdem engagierte sich Babette Pfefferlein für die „Frauen- und Familienbegegnungsstätte“ sowie das „Mehrgenerationenhaus“ Sondershausen ehrenamtlich. Sie war als Dozentin an der Volkshochschule Sondershausen aktiv und Gründungsmitglied des Jugendfreizeit- und Bildungsvereins „Freiräume e.V.“ 
Babette Pfefferlein ist evangelisch und hat zwei Söhne.

## Politik
Babette Pfefferlein ist seit 2007 Mitglied des Landesverbandes der Grünen Thüringen. 2009 wurde sie zur Beisitzerin im Landesvorstand gewählt. Von 2011 bis 2013 war sie zusammen mit Dieter Lauinger Landessprecherin des Thüringer Landesverbandes. Seit 2012 gehört sie dem Kreistag im Kyffhäuserkreis an. Hier ist sie Mitglied im Jugendhilfeausschuss. Für Olaf Möller rückte sie über die Landesliste im Januar 2015 in den Landtag nach. Bei der Landtagswahl in Thüringen 2019 verlor sie ihr Mandat, rückte jedoch 2020 wieder in den Landtag nach, diesmal für Dirk Adams. Im März 2020 wurde sie zur stellvertretenden Parlamentarischen Geschäftsführerin der Fraktion der Grünen im Thüringer Landtag ernannt.
Im Januar 2024 kündigte Pfefferlein ihren Rückzug aus der aktiven Politikarbeit an. Bei der Landtagswahl 2024 trat sie nicht mehr an.